# Карл Швайцер
Карл Швайцер (нім. Karl Schweitzer; 7 серпня 1952, Санкт-Михаель-ім-Бургенланд) — австрійський педагог і політик, європарламентар, статс-секретар в Австрійському уряді.

## Біографія
У 1976 році закінчив навчання в університеті Грацу.Працював учителем географії та фізичного виховання з 1976 по 1990 рік в школі Bundeshandelsakademie und Bundeshandelsschule в місті Оберварт.
Член Австрійської партії свободи (АПС) у 2001—2003 роках був її генеральним секретарем. З 1992 року член міської ради Оберварту. У період з 1990 по 2003 рік — член Національної ради. У 1995—1996 роках був Європарламентарем в рамках національної делегації. З 2003 по 2007 він обіймав посаду державного секретаря в кабінеті канцлера (під керівництвом Вольфганга Шюсселя). Після розколу АПСу 2005 році, він приєднався до Спілки за майбутнє Австрії. У 2012 році вийшов у відставку та знову почав працювати учителем.

## Нагороди
- Почесний знак «За заслуги перед Австрійською Республікою»[5]
  - великий золотий (1999)
  - великий срібний на стрічці (2007)